# ラジコンキッド
『ラジコンキッド』は、『コミックボンボン』に連載された、のなかみのる作画、神保史郎原作による漫画作品。
単行本は講談社ボンボンKCにて7巻（未完）刊行。

## 概要
普段は気弱な少年・木戸アキラこと素性を隠す為にヘルメットを被ると性格が豹変し、ラジコンキッドとしてライバルたちとラジコンレースで戦い、奇跡を起こしながらドライバーとして成長していく。

## 主な登場人物
木戸アキラ（きど - ）
主人公。通称ラジコンキッド・キッド。小学生5年生。
普段はドジで気弱な小学5年生の少年だが、ヘルメットを被ると性格が豹変する。元々は母親に隠れてラジコンをするアキラを不憫に思った牧村大介が考えた。
使用マシン：ブラバムBT50BMWターボ（競技用スペシャル）・ホーネット・ホットショット・フォックス
早見駿（はやみ しゅん）

牧村エミ（まきむら - ）

牧村大介（まきむら だいすけ）

立花一彦 （たちばな かずひこ）

和田健一 （わだ けんいち）

池内誠（いけうち まこと）

吉田学 （よしだ まなぶ）

黒木竜 （くろき りゅう）

篠崎治郎 （しのざき じろう）

西園寺亜紀 （さいおんじ あき）

西園寺軍四郎 （さいおんじ ぐんしろう）

ユーヤ＝カザマ

高原正吾 （たかはら しょうご）

滝沢春彦 （たきざわ はるひこ）

大場ツヨシ （おおば - ）

宮田優子 （みやた ゆうこ）

フィル＝シュナイダー

ジミー＝バーフィールドカザマ

## 登場するラジコン一覧
ブラバムBT50BMWターボ（競技用スペシャル）
ホンダF2（競技用スペシャル）